# دانيال جون كاننغهام
البروفيسور دانيال جون كاننغهام (بالإنجليزية: Daniel John Cunningham)‏ ـ (كريف، اسكتلندا، 15 أبريل 1850 ـ 23 يوليو 1909) هو طبيب وعالم حيوان وعالم تشريح اسكتلندي. اشتهر بمؤلفاته في علم التشريح.

## مؤلفاته في علم التشريح
اشتهر كاننغهام بكتابيه في التشريح البشري Cunningham's Text-book of Anatomy (كتاب كاننغهام المدرسي للتشريح) وCunningham's Manual of Practical Anatomy (كتيب كاننغهام للتشريح العملي).
نُشر كتاب كاننغهام المدرسي للتشريح للمرة الأولى سنة 1902، وصدرت منه 15 طبعة، حرر كاننغهام الطبعات الثلاث الأولى منها.

## رئاسة وعضوية الجمعيات العلمية
رأس كاننغهام جمعية علم الحيوان الملكية بأيرلندا عدة مرات، كما كان أمينًا ونائبًا لرئيس الجمعية الملكية في دبلن (بالإنجليزية: Royal Dublin Society)‏ ورئيسًا للجمعية التشريحية بين عامي 1893 و1895. انتُخب زميلًا لكلية الجراحين الملكية في أيرلندا وكلية الجراحين الملكية في إدنبرة. كما انتُخب زميلًا للجمعية الملكية سنة 1891، وزميلًا للجمعية الملكية في إدنبرة سنة 1878.

## وفاته
توفي كاننغهام في 23 يوليو 1909، ودُفن مع زوجته إليزابيث وأبنائه قرب الجانب الشرقي من مقبرة دين في إدنبرة.